# Gušteran batoglavi
Gušteran batoglavi (lat. Diaphus holti) riba je iz porodice Myctophidae (Žaboglavke). Ovo je mala riba koja naraste do 7,0 cm duljine, najčešće živi na dubinama između 225 i 650 m po danu, dok noću ide u prema površini, gdje se zadržava u području između 40 i 275 m. U Jonskom moru pronađen je i na dubinama od 777 m. Tijelo mu je oblika cigare, s velikom, kratkom tupastom glavom i velikim izbuljenim očima smještenima prema napriijed. Repna peraja je vrlo račvasta (dubokog V profila), a leđna peraja kratka. Hrani se zooplanktonom, najviše kopepodima i ostrakodima, a sam je hrana brojnim grabežljivcima. 

## Rasprostranjenost
Gušteran batoglavi je riba istočnog Atlantika, rasprostranjen je od Biskajskog zaljeva do juga Afrike, može ga se pronaći i u Indijskom oceanu, na cijelom njegovom zapadnom dijelu. Živi i u Mediteranu.

## Vanjske poveznice
|  | Zajednički poslužitelj ima još gradiva o temi Gušteran batoglavi |
|  | Wikivrste imaju podatke o taksonu Gušteran batoglavi             |